# Jake Layman
Jake Douglas Layman (ur. 7 marca 1994 w Norwood) – amerykański koszykarz występujący na pozycji skrzydłowego, od 2023 zawodnik SeaHorses Mikawa.
Jego ojciec Tim grał w baseball na University of Maine, natomiast matka Claire w koszykówkę.
7 lipca 2019 trafił w wyniku wymiany do Minnesoty Timberwolves. 30 czerwca 2023 dołączył do japońskiego SeaHorses Mikawa.

## Osiągnięcia
Stan na 19 października 2023, na podstawie, o ile nie zaznaczono inaczej.
NCAA
- Uczestnik:
  - rozgrywek Sweet Sixteen turnieju NCAA (2016)
  - turnieju NCAA (2015, 2016)
- Zaliczony do:
  - III składu Big Ten (2015)
  - składu Honorable Mention Big Ten (2015, 2016)

Reprezentacja
- Mistrz Ameryki U–18 (2012)